# Ma médecine naturelle
Ma médecine naturelle est un livre de médecine non conventionnelle publié sous la signature de la chanteuse Rika Zaraï en 1986. Ma médecine naturelle est un « best-seller » des années 1980, bien qu'il ait été l'objet de nombreuses critiques, notamment de la part des pharmaciens français, et de railleries de la part des humoristes et chansonniers.

## Genèse
Le 9 novembre 1969, Rika Zaraï est victime d'un grave accident de la route et est immobilisée huit mois dans une coquille de plâtre. Malgré un pronostic médical réservé, elle récupère totalement au bout de trois ans. Fin 1976, une grave dépression nerveuse la conduit dans une maison de repos en Suisse.
Convaincue que, dans les deux cas, la médecine naturelle explique sa guérison, elle arrête en 1983 toute activité artistique et se consacre à l'écriture d'un livre sur le sujet.
Refusé par quatre éditeurs, Ma médecine naturelle est finalement accepté par les éditions Carrère/Michel Lafon. Le livre est rédigé par Dan Franck. Emprisonné pour des liens supposés avec Action directe, ce dernier bénéficie d'un accord passé entre Michel Lafon et le juge Bruguière pour continuer à travailler les chapitres depuis sa cellule.

## Contenu du livre
Ma médecine naturelle — ouvrage en majeure partie inspiré de l'enseignement du naturopathe français Raymond Dextreit (it) —  préconise une médecine alternative fondée sur des produits « naturels », « différentes de celles de l'homéopathie, mais peu actives ou agissant par effet placébo ». Le livre prône le végétarisme, les bienfaits des fruits et des légumes crus. Entre autres recettes de tisanes variées, en infusions ou en décoctions, il vante les bienfaits de l'argile (à boire, à manger ou en cataplasmes) et la pratique des bains de siège froids chaque matin qui permettrait de « drainer les déchets, fortifier l'organisme et réveiller les défenses ».

## Le succès du livre

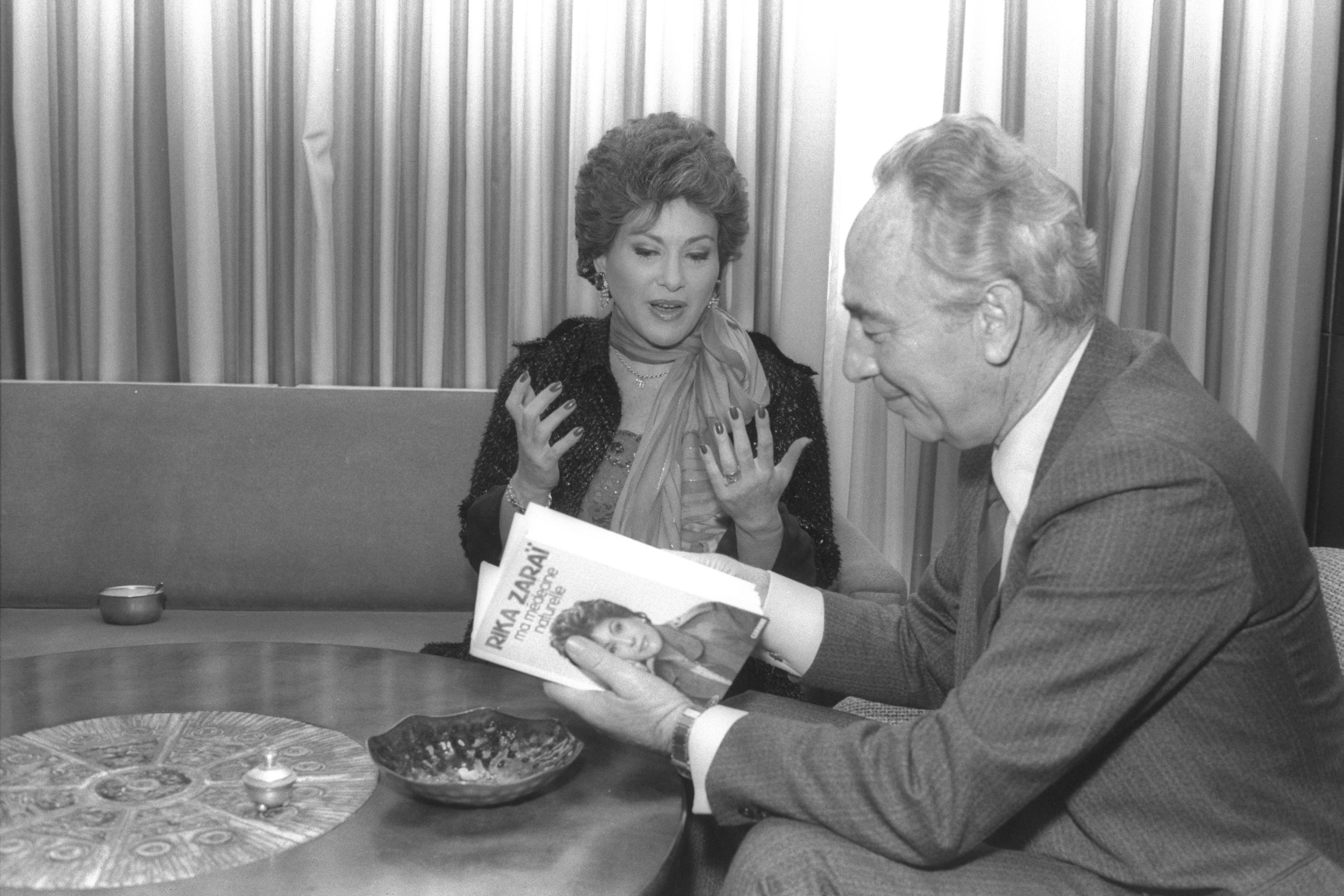
Rika Zaraï présente son livre Ma médecine naturelle au Premier ministre israélien Shimon Peres en 1986.

Signé par une chanteuse populaire, Ma médecine naturelle bénéficie d'une grande visibilité médiatique. Peu après la sortie du livre, Rika Zaraï est l'invitée de Michel Polac dans l'émission Droit de réponse, où elle est confrontée à des sommités médicales critiques. Le lundi suivant l'émission, l'éditeur se retrouve en rupture de stock. Le 10 janvier 1986, Rika Zaraï participe à l'émission Le Jeu de la vérité de Patrick Sabatier. Le livre pulvérise des records d'édition : plus de deux millions cinq cent mille exemplaires sont vendus en France, sans compter ses nombreuses traductions étrangères.

## Les critiques du monde médical
Dès sa sortie, Ma médecine naturelle fait l'objet de nombreuses critiques de la part des spécialistes de la santé,. Pour l'Association française pour l'information scientifique de Michel Rouzé, « les salades rikazariennes reprennent les idées les plus éculées de la médecine magique, telle qu’on pouvait la concevoir au Moyen Âge ».
Mais c'est un tel phénomène de l'édition qu'il fait l'objet d'étude critique et de thèse médicale.

## La cible des humoristes

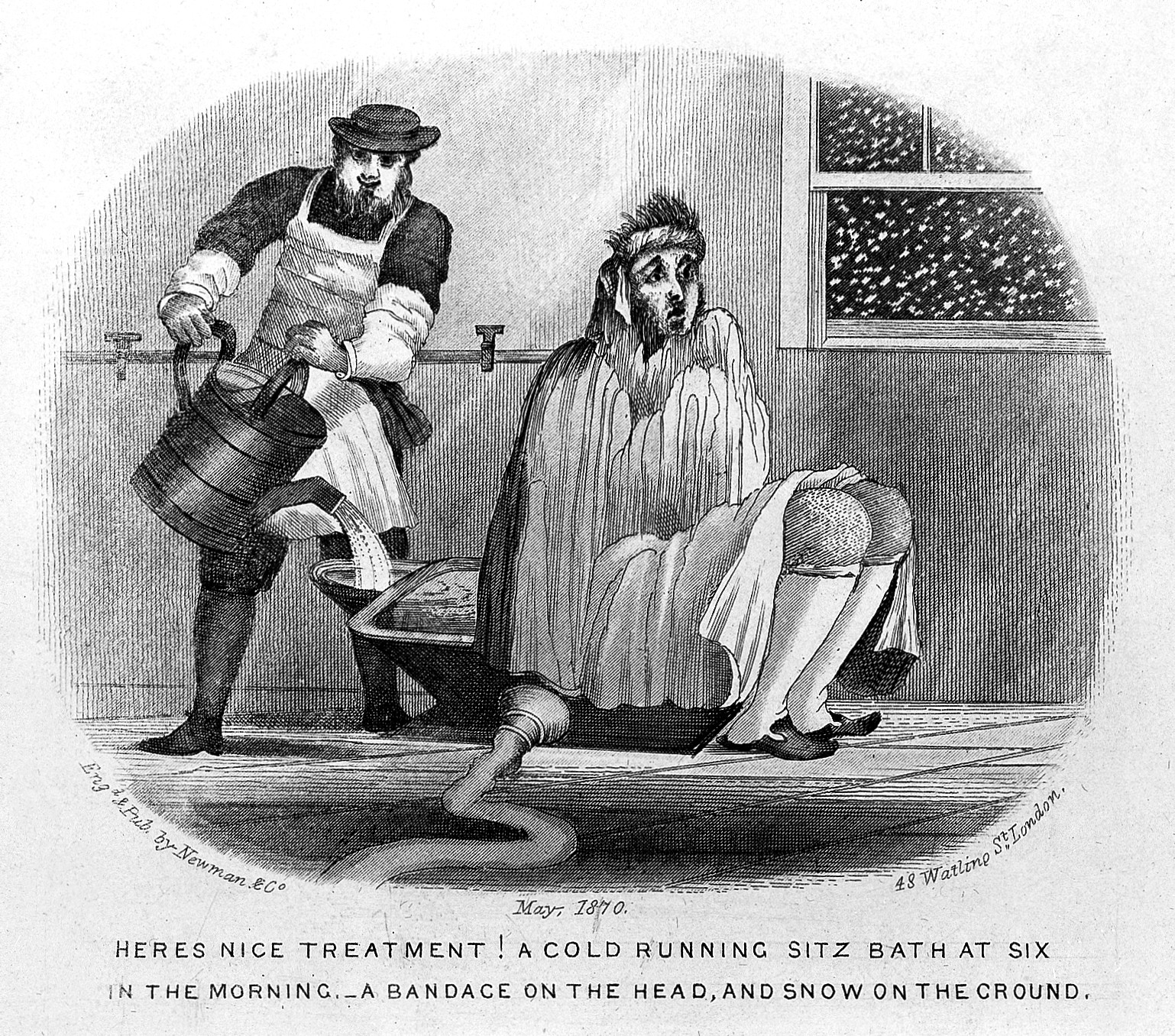
Un bain de siège, dans une représentation du XIXe siècle

Ma médecine naturelle fait l'objet de moqueries nombreuses de la part des humoristes, particulièrement à propos de la technique du « bain de siège », érigé en symbole. Lors du passage de Rika Zaraï à Droit de réponse, on voit apparaître le dessin d'un homme en train de prendre un bain de siège accompagné du texte « Contre le ténia, faites des bains de siège de plantes carnivores ».
De même, Coluche consacre un sketch intitulé Médecins sans diplôme en grande partie à Rika Zaraï, à qui il fait dire, devant ses invités, en se moquant de son alimentation végétarienne : « Dépêchez-vous, l'dîner va faner ! ».
Rika Zaraï est également la cible de Pierre Desproges qui la qualifie de « ruminante callipyge illettrée de nos bibliothèques potagères ».
En 1989, dans leur sketch Télémagouilles, Les Inconnus y font référence :

« — Qui a trouvé le vaccin contre la rage ? (Question posée par Bernard Campan)
— Rika Zaraï ! (Réponse donnée par Didier Bourdon) »

Quant à Philippe Geluck, il publie en 1989 une devinette du Chat : « Quelle est la différence entre un roman policier et un bouquin de Rika Zaraï ? Réponse : Chez Rika Zaraï, on donne le nom du coupable au début. Il est sur la couverture. ».

## Droits dérivés: une société d'herboristerie
Forte du succès de son livre et grâce aux droits d'auteur de celui-ci, Rika Zaraï fonde en juillet 1986 une société d'herboristerie en gros, Pronatura, installée à Saint-Sylvain-d’Anjou (Maine-et-Loire), qui vend des centaines de milliers de boîtes de plantes diverses dès ses deux premiers mois d'existence.
Les emballages de ses produits comportant des indications thérapeutiques trop précises selon le Conseil national de l’Ordre des pharmaciens et la Fédération des syndicats pharmaceutiques de France. Rika Zaraï est mise en examen à Angers le 9 janvier 1989, avec son mari, PDG de Pronatura, d’exercice illégal de la pharmacie et complicité. Rika Zaraï bénéficie d'un non-lieu, mais son entreprise ferme à la suite de la contre-publicité induite par l'affaire.